# Wielgus (Grzegorzowice)
Wielgus – część wsi Grzegorzowice w Polsce, położona w województwie świętokrzyskim, w powiecie ostrowieckim, w gminie Waśniów.
W latach 1975—1998 Wielgus administracyjnie należał do województwa kieleckiego.